# Bishop
Lucas Bishop (também já traduzido como Bispo) é um personagem fictício dos quadrinhos da Marvel Comics, ligado especialmente às histórias dos X-Men.
Criado por Jim Lee, John Byrne e Whilce Portacio, Bishop é um mutante vindo de um futuro distópico alternativo, no qual trabalhava como policial e na busca por um criminoso foragido acabou por viajar no tempo para o presente do Universo Marvel. Uma vez introduzido aos X-Men, seus ídolos e inspiradores, teve dificuldades em se adaptar em um mundo no qual seus métodos violentos de manter a lei não eram bem vistos.
O personagem foi bastante popular durante a década de 1990 e permaneceu junto dos X-Men, sendo mantido mesmo após várias reformulações das equipes (participando da "Equipe Dourada", X-treme e Elite de Segurança X). Estrelou duas minisséries próprias - Distrito X e Bishop:O Último X-Man - além de ter desempenhado um papel importante durante a saga A Era de Apocalipse.

## História
Bishop nasceu no Universo da Terra 2191, onde os robôs Caça-Mutantes – Sentinelas – haviam tomado conta da América do Norte. Neste tempo, o Professor Charles Xavier e a maior parte dos X-Men tinham sido mortos pelos Sentinelas. Aqueles que sobreviveram foram postos em campos de concentração para mutantes. Desde a morte de seus pais, Bishop e sua irmã (Lasca) moravam com sua avó em um destes campos de concentração em Nevada. Sua avó contava histórias sobre o heroísmo dos X-Men e os instruiu para seguirem o sonho de Xavier de paz entre mutantes e o resto da humanidade.
Todos aqueles que eram Mutantes tinham uma marca, uma tatuagem de um “M” no rosto para diferenciá-los do resto dos humanos. Anos depois, alguns humanos se uniram à mutantes e derrubaram os Sentinelas, o que ficou conhecido como “Rebelião Summers”. No meio da Rebelião a avó de Bishop veio a falecer, deixando ele e sua irmã sozinhos.
Mesmo após a queda dos Campos de Concentração, muitos Humanos se negavam a conviver com os Mutantes e alguns Grupos Radicais formados por Mutantes “Terroristas” criaram Guerras contra os seres humanos. Um destes Grupos era o Exhumes (Traduzido para algo como “Exumado”).
Um dos Mutantes Veteranos da Rebelião Summers, uma mutantes chamada Hecáte, declarou que era inaceitável que os seres humanos caçassem mutantes criminosos, e que mutantes deveriam se policiar. Esta ideia foi aceita por outros veteranos da Rebelião Summers e então foi formada a FSX - Força de Segurança X, que recebeu o nome em homenagem a Charles Xavier devido ao seus sonho de coexistência pacifica entre mutantes e humanos. Hecáte ficou encarregada como Comandante da FSX.
Neste meio tempo, Bishop estava vagando por Nevada com sua irmã, acreditando que os “Exumados” faziam o correto e via a FSX como seus Inimigos. Porém, um dos membros dos “Exumados”, Virago, fugindo de dois Membros da FSX tomou Lasca como refém e Bishop, na tentativa de salvar a irmã, lutou contra Virago. Quando Virago estava prestes a matar Bishop, SureShot matou-a e salvou Bishop. Nisto, Bishop começou a ver que a FSX não era aquilo que pensava e quis fazer parte da corporação.
Bishop e Lasca foram atacados novamente, dessa vez por mutantes criminosos chamados Billbov e Halftrack que tentaram matar Lasca; Bishop tentou intervir impressionando dois Oficiais da FSX, que ofereceram uma vaga para ele na corporação. Bishop aceitaria a vaga com a condição de que sua irmã também fosse aceita, assim, os dois foram nomeados Cadetes da Academia da FSX sobre a supervisão de Hecáte.
Bishop e Lasca se formaram na Academia e se tornaram Oficiais da FSX. Bishop e mais 2 amigos oficiais Malcolm e Randall trabalhavam nas ruas caçando mutantes criminosos. Algum tempo depois de assumir comando de sua própria equipe, Lasca caiu em uma emboscada criada por seu namorado – companheiro de turma de Bishop na Academia FSX, Trevor Fitzroy –, que colocou as criaturas conhecidas como Emplatas  (uma raça que se alimenta de medula óssea de seres humanos) para ataca-la. Lasca se transformou em uma Emplanta e foi forçada a matar os mutantes para viver de sua Energia. Bishop optou por matar sua própria irmã ao invés de deixa-la viver como monstro, porém a essência de Lasca foi transferida para um Projetor Holográfico com a matriz em forma de um relógio que Bishop levava sempre ao pulso.
Neste mesmo Tempo, Bishop encontrou nos “restos” dos X-Men uma Mensagem gravada por Jean Grey, avisando sobre um traidor. Bishop foi falar com o único sobrevivente da época, conhecido como Testemunha, acreditando que o mesmo era o traidor.
Logo em seguida, Fitzroy consegue escapar da prisão e usa seu poder de converter energia vital em portais para fugir de uma nova caçada do Esquadrão Ômega. Fitzroy foge para o passado e consegue se infiltrar no Círculo Interno do Clube do Inferno. Mais tarde, depois de consumir uma enorme quantidade de energia vital, abre um novo portal para trazer do futuro vários de seus ex-companheiros de cela. O Esquadrão Ômega também se atira pelo portal e, uma vez no presente, começam a executar fugitivos, uma atitude que revoltou os X-Men. Exceto por Fitzroy, todos os fugitivos do futuro foram mortos, mas o preço da ofensiva foi a morte de Malcolm e Randall. Ao sobrevivente Bishop, o Professor Xavier ofereceu um lugar entre os X-Men.
Quando Bishop encontrou-se com Gambit na Mansão X, reconheceu nele a Testemunha, assumindo imediatamente que ele deveria ser o traidor dos X-Men e tentando matá-lo. Foi impedido pelos outros membros da equipe, que o convenceram a deixar Gambit em paz, o que ele fez com ressalvas.
Quando o mutante Legião voltou no tempo para matar Magneto, Bishop foi um dos escolhidos para persegui-lo. Quando Legião acidentalmente matou seu pai e alterou o passado, Bishop foi o único a não desaparecer por vir de uma linha de tempo alternativa. Ele convenceu a versão local de Magneto de que aquela realidade era uma distorção, o que levou aos eventos que restauraram a linha temporal. De volta à versão padrão do Universo Marvel, Bishop manteve algumas memórias desconexas da Era de Apocalipse.
Por isso, ele foi constantemente perseguido pelo Fera Negro e pelo Sugar Man, que temiam que o herói se lembrasse de todos os eventos ocorridos e denunciasse sua fuga para a "realidade principal". Porém, estes vilões tiveram vários outros problemas (normalmente com outras "Equipes X") e nunca poderão empreender um ataque em grande escala contra o herói. Nesta fase, Bishop também reencontrou-se com sua irmã Lasca, que teve suas memórias transferidas para um holograma criado por Forge, se transformando em uma "forma de vida fotônica", membro da segunda geração do X-Factor.
Quando foi revelado que o traidor dos X-Men era o próprio Xavier (ou melhor, sua personalidade perturbada, o Massacre), o conhecimento de Bishop acerca do futuro foi vital na derrota do vilão. Só então ele fez as pazes com Gambit.
Durante uma estadia no espaço sideral, Bishop se envolveu com Rapina, sendo depois traído por ela, matando-a em combate. Depois disso passou algum tempo em uma realidade alternativa, onde finalmente conseguiu derrotar Fitzroy, seu nêmesis original.
Retornando para a Terra na Saga Segurança Máxima, ele foi integrado à equipe X-Treme quando este procurava os Livros da Verdade, diários contendo os oráculos da mutante vidente Sina.
Posteriormente, Bishop foi recrutado como detetive policial e encarregado de investigar crimes na Cidade Mutante, um bairro de Nova York habitado majoritariamente por mutantes. Essas histórias foram publicadas na revista Distrito X. Foi nessa época que começou a usar o nome Lucas Bishop, que é o que constava no seu distintivo. Esse é apenas um pseudônimo e, ao que se sabe até agora, Bishop não tem outro nome que não seja Bishop.
Depois que o bairro mutante foi destruído em quase sua totalidade (durante o evento Dinastia M), Bishop voltou para o Instituto Xavier.
Durante o evento denominado "Complexo de Messias" (Messiah Complex), Bishop identifica a primeira mutante nascida após o dia M como a causadora de um grande desastre que daria origem ao seu futuro alternativo. Obcecado, Bishop parte na missão de matar a criança antes que ela fosse causadora desse evento. No decorrer da trama, Bishop falha em matar a Messias Mutante, mas acaba acertando um tiro na cabeça de Charles Xavier, o Professor X, e acaba tendo um braço devorado pelo matador de mutantes conhecido como Predador X.
Após isso, Bishop, usando um braço mecânico e um dispositivo de salto temporal roubados do laboratório de Forge, passa a perseguir a Messias Mutante, que passou a ser chamada de Hope Summers, e seu pai adotivo e protetor, Cable, através do continuum temporal, causando milhões de mortes nos períodos temporais futuros para alcançar seu objetivo, sem, no entanto, alcançá-lo.

## Poderes e habilidades
O poder mutante de Bishop permite-lhe absorver energia projetada contra ele, diluir em energia vermelha potente e dispará-la através das mãos. Bishop pode converter seus disparos em de microondas de calor ou outros tipos de emissão. Esse poder o torna praticamente invulnerável a ataques como os de Ciclope, mas não é ilimitado, podendo ser sobrecarregado. Como o poder de Bishop depende de fontes externas. Ele também carrega armas de feixe, geralmente um rifle de plasma. Bishop é um excelente atirador
e combatente corpo-a-corpo.
Um segundo poder foi atribuído a Bishop, anos depois de sua primeira aparição: o senso de direção perfeito. Ele é capaz de dizer exatamente onde se encontra; mesmo que seja levado a algum lugar vendado, através de teletransporte, ou talvez mesmo inconsciente ele saberá onde está. A explicação para esse novo poder seria sua ascendência, já que um dos ancestrais de Bishop é aparentemente o mutante Teleporter, capaz de se teletransportar.

## Especulações sobre sua ancestralidade
Pouco se sabe sobre o passado e a família de Bishop. Apesar de alguns detalhes revelados alguns dados são inconsistentes ou mesmo contraditórios.
Quando as memórias de Bishop são desenhadas, sua avó é bastante semelhante a Tempestade, entretanto, depois que ambos se envolveram romanticamente, a hipótese de ambas serem a mesma pessoa tornou-se remota. Alguns leitores pensam que Tempestade seja mesmo a velha que criou Bispo, mas sem ser sua parente biológica. Outros especulam que talvez Ororo e Bishop venham a ter um filho de que Bishop seja ao mesmo tempo descendente, tornando sua origem um paradoxo de predestinação. Outros pensam que a ideia de Tempestade ser ancestral de Bishop é um projeto abandonado pela Marvel em prol de alguma outra origem.
Material publicado depois da estreia de Bishop corrobora essa última linha de pensamento. Num momento em que Bishop fica atordoado durante uma edição de Geração X, ele confunde a mutante M com sua mãe. Já foi insinuado que o mutante Teleporter, ex-mentor de M, seria seu bisavô. Uma publicação da Marvel, o Official Handbook of the Marvel Universe, dá consistência a essa insinuação, já que declara que os pais de Bishop seriam imigrantes australianos presos num campo de concentração mutante logo após o desembarque.
Material anterior da Marvel o descreve como sendo descendente de filipinos, assim como um de seus criadores, o desenhista Whilce Portacio.

## Outras versões
Bishop fez uma rápida aparição no universo Ultimate, apenas sendo cotado para entrar para a equipe de mutantes do governo.

## Em outras mídias

### Desenhos Animados
Bishop apareceu em X-Men: Animated Series como sendo um caçador de recompensas do futuro, porém sua história neste desenho misturou-se com a saga Dias De Um Futuro Esquecido, mudando inclusive a data de seu nascimento nos quadrinhos que era aproximadamente em 2051, sendo que nesta versão na no ano 2055 ele já estaria adulto.
Bishop também apareceu na série de desenhos Wolverine e os X-Men, desta vez com membro dos X-Men do futuro, só que mudou ainda mais sua data de nascimento, já que esse futuro se passa apenas vinte anos no futuro, nesta versão ele só utiliza seu poder sem armas.

### Filmes
Após uma breve aparição na quadrinização de X-Men: O Confronto Final como um policial, Bishop participa do sétimo filme dos X-Men, X-Men: Dias de Um Futuro Esquecido (2014), interpretado pelo ator francês Omar Sy.

### Videogames
Nos videogames X-Men: Next Dimension, X-Men 2: Game Master's Legacy e X-Men Legends II: Rise of Apocalypse, Bishop é um personagem jogável.